# Rio Xalbal
Rio Xalbal é um rio centro-americano da Guatemala.